# Аватар, или Замена душ
«Аватар, или Замена душ» (пол. Awatar czyli zamiana dusz) — польский фантастический, чёрно-белый телевизионный фильм 1964 года, по рассказу Теофиля Готье «Аватар».
Снят в рамках цикла телевизионных новелл «Необыкновенные повести».

## Сюжет
Действие фильма происходит в XIX веке. В Париже живут польские эмигранты: граф Ольгерд Лабиньский и его привлекательная жена. В графиню Лабиньскую влюбляется молодой француз Октавий де Савиль, но она однако предпочитает своего мужа. Тогда Октавий с помощью шарлатана переносит свой ум в тело графа, но графиня раскрывает обман. А доктор Шарбоно охотно готов помочь и графу, если это окажется полезно ему самому.

## В ролях
- Ванда Коческая — графиня Лабиньская
- Ян Махульский — граф Лабиньски
- Хенрик Боуколовский — Октавий де Савиль
- Кшиштоф Литвин — Алфред, друг Октавия
- Густав Холубек — доктор Шарбоно
- Рышард Котыс — лакей графа
- Казимеж Рудзкий — психиатр

## Признание
- 1966 — Приз ФИПРЕССИ (Международный фестиваль телевизионных фильмов в Монте-Карло)
- 1966 — Награда режиссёру от председателя Комитета по делам радио и телевидения
- 1967 — Приз «Золотой Астероид» (Международный фестиваль фантастических фильмов в Триесте)